# Képzelt riport 1 amerikai popfesztiválról
A Képzelt riport 1[998] amerikai popfesztiválról az azonos című Déry–Pós–Presser–Adamis-musical Presser Gábor és Borlai Gergő vezetésével elkészült 1998-as, 25. évfordulós felújított album- és koncertváltozata. Amikor a BMG Ariola Hungary A&R osztálya felkérte még 1997-ben a tizenkilenc éves Borlai Gergőt a Képzelt riport évfordulójára készülő új album produceri teendőinek ellátására, ő úgy döntött, a zeneszerző Presserrel akar együtt dolgozni. A dalok számottevő átdolgozáson estek át, előadásukra pedig az akkori popsztárokat kérték fel (Kovács Ákos, Szinetár Dóra, Lovasi András, Bíró Eszter, Fehér Adrienn, Kaszás Attila, Kohánszky Roy, Szolnoki Péter, Balázsovits Edit, Novák Péter és Tisza Bea). Az album elkészítésében zenei rendezőként Presser és Borlai mellett részt vett Paczári Károly és Sipeki Zoltán is. Az album a MAHASZ albumlistáján második helyezést ért el.
Ebből a változatból Presser felkérésére készült egyórás koncertváltozat Novák Péter vezetésével, mely elhagyta az eredeti darab cselekményét, helyette a dalokat fűzte táncos és énekes produkciók sorává. Ezt a változatot kétszer mutatták be: a 2002-es LGT Fesztiválon és a 2007-es Sziget Fesztiválon.

## Dalok listája
Az összes dalszöveg szerzője Adamis Anna; az összes szám szerzője Presser Gábor.
| #   | Cím                                  | Előadók                         | Hossz |
| --- | ------------------------------------ | ------------------------------- | ----- |
| 1.  | Menni kéne                           | mindenki                        |       |
| 2.  | Valaki mondja meg                    | Ákos                            |       |
| 3.  | Arra születtem                       | Szinetár Dóra                   |       |
| 4.  | Ringasd el magad                     | Lovasi András                   |       |
| 5.  | Nem akarom látni                     | Bíró Eszter                     |       |
| 6.  | A fák is siratják                    | Fehér Adrienn                   |       |
| 7.  | Add, hogy még egyszer lássam         | Kaszás Attila                   |       |
| 8.  | Ringasd el magad II.                 | Roy, Szolnoki Péter és mindenki |       |
| 9.  | Vinnélek, vinnélek                   | Balázsovits Edit és Novák Péter |       |
| 10. | Indulás a koncertre (instrumentális) |                                 |       |
| 11. | Eszter keresése                      | Tisza Bea és Roy                |       |
| 12. | Arra születtünk                      | Roy és mindenki                 |       |
| 13. | Valaki mondja meg II.                | mindenki                        |       |

A lemezen nem szerepel az „Arra született” című dal, míg a „Finálé” itt az „Arra születtünk” címet kapta. Az utolsó szám, a „Valaki mondja meg II.” a „Valaki mondja meg” lassabb változata, melyben a lemezen szereplő művészek egy-egy sort énekelnek. Számos dal az új hangszerelésen, tempón kívül instrumentális blokkal is bővült (általában a dalok végén), míg a „Valaki mondja meg” refrénjének szövege („Madarak jönnek…”) nem hallható. A „Menni kéne” egy előadás előtti zenekar hangpróbájának hangjaival, és a refrén fel-felcsendülő soraival indul.

## Közreműködők
- Borlai Gergő – dob, ütőhangszerek, komputerprogram
- Presser Gábor – zongora, Hammond orgona, billentyűs hangszerek
- Sipeki Zoltán – gitárok
- Studinczky László – basszusgitár
- Fekete Kovács Kornél – trombita
- Csejtey Ákos – szaxofonok
- Schreck Ferenc – trombon
- Kaltenecker Zsolt – zongora („Arra születtem”, „Menni kéne” – jazz)
- További énekesek: Faith Ildikó, Fehér Gábor, Magyar Hajnalka, Németh Attila, Szolnoki Péter
- Produkciós koordinátor: Pécsi Júlia
- Stúdió fotók: Kaiser Ottó
- Fesztivál fotók: Presser Gábor
- Grafikai munkák: Erdélyi Mihály
- Hangmérnök: Paczári Károly
- Zenei rendezők: Borlai Gergő, Paczári Károly, Presser Gábor, Sipeki Zoltán
- Hangszerelte: Presser Gábor és Borlai Gergő
- Producerek: Presser Gábor és Borlai Gergő

Támogatók: Dreher, TV3, Roland

## Bemutatók
A koncertváltozat első előadása 2001 decemberében volt egy zártkörű magánrendezvényen nagy sikerrel. A hivatalos bemutatóra a 2002. június 1-jén a Óbudai-szigeten tartott LGT Fesztiválon kerülhetett sor délután ötkor, ahol több mint harmincezren látták. Fellépett Roy, Bíró Eszter, Lovasi András, Király Linda, Kaszás Attila és a Földessy Margit Színjáték- és Drámastúdió növendékei (köztük Pál Tamás). A zenekar tagjai Kovács Péter (zongora, vokál), Csiszár Péter (orgona), Sipeki Zoltán (gitár), Papesch Péter (basszusgitár), Borlai Gergő (dob) és Csányi István (szaxofon, vokál) voltak.
A második bemutatót ugyanazon helyszínen, de már a Sziget Fesztivál keretében öt évvel később, 2007. augusztus 7-én, a fesztivál nulladik napján, nemzetközi közönség előtt tartották. Amikor az est fő eseményéhez, a Locomotiv GT koncertjéhez kerestek előzenekart, sok rajongó kérdezte, hogy lesz-e az LGT Fesztiválhoz hasonlóan Képzelt riport-koncert, így az együttes emellett döntött. A koncert este hatkor kezdődött, mint az este hetes Locomotiv GT-koncert felvezetése. A koncerten fellépett Novák Péter, Lovasi András, Roy, Fekete Linda, Bíró Eszter, Kovács Péter és a Momentán Társulat, míg a zenekarban Kovács Péter (zongora, ének), Sipeki Zoltán (gitár), Lukács Péter (gitár), Papesch Péter (basszusgitár), Borlai Gergő (dob), Födő Sándor (ütőhangszerek) és Csányi István (altszaxofon, vokál) foglaltak helyet.
A sziget fesztiválos koncert nagy visszhangot váltott ki. A koncert hatására az eredeti Vígszínház-beli produkció dalait tartalmazó CD-kiadvány visszatért a MAHASZ albumlistájának második helyére, míg a kritikusok a koncert mellett az eredeti musicalről, sőt a kisregényről is cikkeztek. Sokan támadták a témát, a motivációkat és a felújítást is, de a másik oldalon számos kritikus kiállt a darab értékei mellett.